# クロフェゾン
クロフェゾン(Clofezone)は、関節や筋肉の痛みの治療に用いられていた薬剤であるが、市販は未だされていない。抗うつ薬のクロフェキサミドと非ステロイド性抗炎症薬のフェニルブタゾンの合剤である。